# Потовые железы
Потовы́е же́лезы (лат. glandulae sudoriferae) — кожные железы млекопитающих, выделяющие пот. Относятся к железам наружной секреции. Имеют простую, неразветвлённую трубчатую форму.
Открыты чешским физиологом Я. Э. Пуркине в 1833 году.
Подразделяются на два типа:
- эккриновые потовые железы — потовые железы, у которых выделение секрета не сопровождается повреждением клетки;
- апокриновые потовые железы — потовые железы, у которых при секреции отделяются апикальные участки клеток.

У человека апокриновые потовые железы размещаются лишь на определённых частях тела, а на бо́льшей части тела присутствуют лишь эккриновые потовые железы. В то же время у большинства млекопитающих, не относящихся к приматам, апокриновые железы имеются на большинстве участков поверхности тела, а те участки, где имеются эккриновые железы, обычно ограничиваются подушечками лап (включая поверхность пальцев) и мордой животного. У приматов распределение эккриновых и апокриновых желёз видоспецифично, а у китообразных, панголинов и некоторых других млекопитающих потовые железы отсутствуют.

## Функции
- Участие в терморегуляции (выделяют пот, который при испарении охлаждает тело, что спасает его от перегрева)[5][6]
- Помощь в выведении из кожи воды, продуктов обмена, солей, лекарств, тяжёлых металлов[5]
- Формирование индивидуального запаха у млекопитающих[6]

## Количество и распределение

### Человек
В коже человека имеется от 2 до 4 млн потовых желёз. Эккриновые железы распределены по поверхности тела более-менее равномерно, в коже лица, ладоней, подошв их заметно больше (400—500 желёз на 1 см²); отсутствуют такие железы на переходном участке губ (pars intermedia), в ногтевом ложе, на головке полового члена и малых половых губах. У взрослого человека эккриновые железы могут секретировать в день до 10 л пота.
Апокриновые потовые железы у человека размещаются в коже подмышечных впадин, в ареолах, в коже лба и век.
Как правило, на сгибательных поверхностях конечностей количество потовых желёз больше, чем на разгибательной.

### Другие животные
У млекопитающих, не являющихся приматами, эккринные потовые железы есть только на ладонях и подошвах. Апокринные железы покрывают остальную часть тела, хотя они не так эффективны, как у людей, в регулировании температуры (за исключением лошадей). У просимианцев соотношение фолликулов с апокринными железами составляет 1:20 по сравнению с фолликулами без них. У них есть эккринные железы между волосками на большей части тела (в то время как у людей они находятся между волосками на коже головы).
Общее распределение потовых желез различно у приматов: у макак-резусов и пата они расположены на груди; у беличьей обезьяны они есть только на ладонях и подошвах; а у короткохвостой макаки, японской обезьяны и бабуина они расположены по всему телу.
Домашние животные имеют апокринные железы у основания каждого волосяного фолликула, но эккринные железы только в подушечках лап и морде. Их апокринные железы, как и у людей, вырабатывают маслянистый молочный секрет без запаха, который эволюционировал не для испарения и охлаждения, а для того, чтобы покрывать и прилипать к волосам, чтобы на них могли расти бактерии, вызывающие запах. Эккринные железы на подушечках их ног, как и на ладонях и подошвах людей, эволюционировали не для охлаждения, а для увеличения трения и улучшения сцепления.
У собак и кошек есть апокринные железы, которые специализируются как по структуре, так и по функциям, расположенные на веках (железы Молля), ушах (серные железы), анальном мешке, крайней плоти вульвы и околоанальной области.

## Строение
Имеют относительно простое строение.
Потовая железа состоит из секреторного клубочка (концевого отдела) и более узкого выводного протока.
Секреторные клубочки залегают в глубоких слоях дермы и подкожной жировой клетчатке. Имеют вид крупной, свёрнутой в клубок трубочки.
Расположение:
- в подкожно-жировой клетчатке (ладони, подошва)
- в глубоких слоях дермы (прочие участки тела)

В концевом отделе потовых желёз представлены два слоя клеток: внутренний слой секреторных клеток и наружный слой миоэпителиальных клеток. Секреторные клетки эккриновых желёз бывают двух типов: тёмные (у человека, как правило, имеют треугольную форму: узкое основание при широкой апикальной части; отвечают за синтез входящих в состав пота органических и неорганических соединений) и светлые (имеют у человека и некоторых обезьян форму усечённой пирамиды с более узкой апикальной частью; отвечают за образование жидкой фракции пота). Секреторные клетки апокриновых желёз имеют кубическую или уплощённую форму. Миоэпителиальные клетки обычно имеют звёздчатую форму и обладают сложно устроенным цитоскелетом, обеспечивающим изменение формы данных клеток; сокращения данных клеток приводят к выбросу секрета.
Выводные протоки соединяют секреторные клубочки с поверхностью кожи. Выводные протоки апокриновых потовых желёз впадают в устья волосяных фолликулов над местом впадения сальных желёз. Иногда имеют независимый выход на поверхность кожи.

## По способу формирования и составу секрета

### Апокриновые
Находятся в подмышечных впадинах, анальной области, промежности, на крыльях носа, веках, наружном слуховом проходе. У человека такие железы практически не участвуют в терморегуляции, но реагируют на стресс. Выделяемый ими пот бывает очень пахучий и вязкий — это объясняется тем, что разрушаются секреторные клетки. Пик активности достигает в пубертатном (подростковом) возрасте, в пожилом возрасте ослабевает.

### Эккриновые
Находятся на всей поверхности тела, кроме головки, крайней плоти полового органа, красной каймы губ. Разрушение секреторных клеток не происходит.
Состав выделяемого ими пота: 99 % воды, 1 % неорганических и органических веществ.
Пот этих желёз придаёт поверхности кожи кислую реакцию.
|                                         | Эккринные железы                                  | Апокринные железы                                  |
| --------------------------------------- | ------------------------------------------------- | -------------------------------------------------- |
| Общий диаметр секреторной спирали       | 500-700 мкм                                       | 800 мкм                                            |
| Диаметр отдельных секреторных канальцев | 30-40 мкм                                         | 80-100 мкм                                         |
| Состав секреторной единицы              | однослойные, смешанные прозрачные и темные клетки | однослойные столбчатые клетки                      |
| Состав протокового эпителия             | два или более слоев кубовидных клеток             | двойной слой кубовидных клеток                     |
| Проток открывается к                    | поверхность кожи                                  | волосяной фолликул, иногда вблизи поверхности кожи |

### Прочее
Специализированные потовые железы, включая серные железы, молочные железы, ресничные железы век и потовые железы преддверия носа, являются модифицированными апокринными железами. Серные железы находятся вблизи ушных каналов и вырабатывают серу (ушную серу), которая смешивается с маслом, выделяемым сальными железами. Молочные железы используют апокринную секрецию для выработки молока.